# Maskens mester
|  | Denne artikel er oprettet af botten PalnaBot ud fra en ekstern database. Den kan derfor have sproglige fejl eller mangler. Denne skabelon kan fjernes efter kontrol af indholdet. |

Maskens mester er en film instrueret af Stine Bjerre Jørgensen, Stine Sillesen.

## Handling
Isla Taquile er en ø i den vestlige del af Titicaca-søen, inden for Perus grænser. I en landsby på øen forbereder to unge mennesker sig til deres forestående bryllup, men med helt andre kønsroller, end vi forventer. Det er nemlig manden, som er ansvarlig for det afgørende symbol for ægteskabet: den strikkede hue til ham selv som den gifte mand. Ja, selv den vordende bruds udstyr strikker han.